# Dactylochelifer balearicus
Dactylochelifer balearicus es una especie de arácnido del orden Pseudoscorpionida de la familia Cheliferidae.

## Distribución geográfica
Se encuentra en las Islas Baleares (España).